# Hubertuskapelle (Ostbevern)
Die Hubertuskapelle ist die Schlosskapelle des Schlosses Loburg und steht seit dem 11. August 1988 unter Denkmalschutz. Sie wurde zusammen mit dem Schloss vom Hermann Schaedtler zwischen 1900 und 1901 errichtet und diente als Hauskapelle für die Familie von Beverförde sowie aller Bediensteten des Schlosses und des Gutes Loburg. 

## Beschreibung
Die Kapelle liegt auf der östlichen Seite des Schlosses auf einem quadratischen Grundriss von sieben Metern Seitenlänge. Durch sie wird die ansonsten strenge Symmetrie des Schlosses aufgelockert. Auf der anderen Seite ist als Pendant nur ein Erker zu finden, dessen Ausmaße mit der Kapelle nicht zu vergleichen sind. Auch reicht die Kapelle nicht zur Dachhöhe des Schlosses heran, sondern gipfelt vorzeitig in einem schiefergedeckten Kuppeldach, das mit einem schlichten schwarzen Kreuz geschmückt ist. Von außen ist an der Stirnseite ein Relief des Heiligen Hubertus dargestellt.

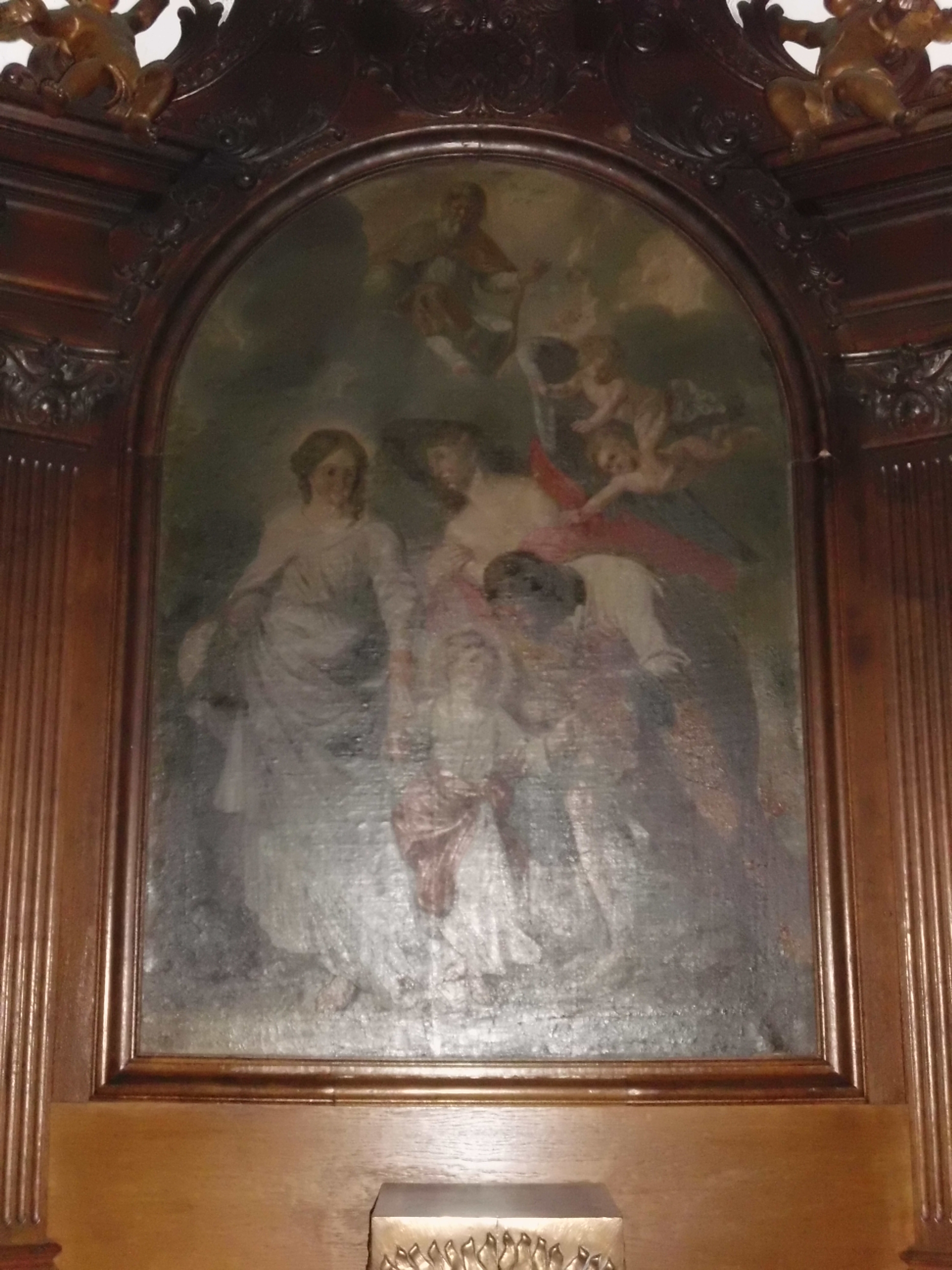
Altarbild

Man betritt die Kapelle durch ein seitlich vom Haupteingang gelegenes neobarockes Portal, auf dessen Supraporte der Heilige Nepomuk steht. Gegenüber dem Eingang befindet sich eine Empore für die freiherrliche Familie, die von dort aus am Gottesdienst teilnahm. Über einen seitlich der Tür angebrachten Spiegel konnten sie die Messe verfolgen. Der Kapellenraum ist sonst schlicht gehalten: Die Kuppel ruht auf vier Ecksäulen mit ionischen Schneckenkonvoluten. Der schlichte Altar zeigt ein Bild von der Auffindung Jesu im Tempel. In den beiden Buntglasseitenfenstern sind die Namenspatrone der Erbauer,  Karl Borromäus und Kaiserin Adelheid, dargestellt. 
Bis Mitte des 20. Jahrhunderts las in der Kapelle ein Hausgeistlichen, wie etwa Bernard Neteler, regelmäßig die Messe. Heute wird die Kapelle nur noch sporadisch genutzt. Regelmäßig findet zu Palmsonntag dort eine Palmweihe statt.